# José Gomes Pereira
José Henrique Fuentes Gomes Pereira conhecido como José Gomes Pereira (Lisboa, 9 de Maio de 1955) é um médico e ex-nadador de competição tendo representado Portugal nos Jogos Olímpicos de 1976, Campeonatos da Europa (Viena, 1974; Jönköping - Suécia, 1977) e Campeonatos do Mundo (Berlim,1978). Foi considerado dos melhores atletas portugueses da sua geração. Ao longo do seu percurso desportivo estabeleceu mais de uma centena de recordes nacionais.
É médico (Ordem dos Médicos), especialista europeu em Medicina Desportiva e Professor Catedrático na Faculdade de Motricidade Humana da Universidade de Lisboa. Como médico é um dos mais conceituados especialistas portugueses em Medicina Desportiva. Foi médico de várias federações desportivas e de atletas medalhados em campeonatos da europa, do mundo e jogos olímpicos.  Foi Diretor Clínico das Selecções Nacionais de Futebol (1990-1993) - Federação Portuguesa de Futebol; Médico Olímpico nos Jogos Olímpicos de Verão de 1996 e Diretor Clínico do Sporting Clube de Portugal (2000-2011). Director Clínico do Comité Olímpico de Portugal para a Olímpiada 2016-2020, responsável pela missão médica aos Jogos Olímpicos de Tóquio 2020.
É Fellow e Professional Member do European College of Sport Science, e do American College of Sports Medicine além de outras Sociedades Científicas e Profissionais de âmbito nacional e internacional. É preletor regular em Congressos Nacionais e Internacionais, co-autor de 6 livros e de cerca de 140 publicações de carácter pedagógico e científico.
É Sócio de Mérito da Associação de Natação de Lisboa desde 1980 e do Sport Algés e Dafundo desde 2002. Em 2005 foi galardoado com a Medalha de Mérito Municipal – Grau Ouro - Câmara Municipal de Oeiras, por revelantes serviços prestados ao Município e ao País.